# Ronda (North Carolina)
Ronda is een plaats (town) in de Amerikaanse staat North Carolina, en valt bestuurlijk gezien onder Wilkes County.

## Demografie
Bij de volkstelling in 2000 werd het aantal inwoners vastgesteld op 460.
In 2006 is het aantal inwoners door het United States Census Bureau geschat op 464, een stijging van 4 (0,9%).

## Geografie
Volgens het United States Census Bureau beslaat de plaats een oppervlakte van
2,8 km², geheel bestaande uit land. Ronda ligt op ongeveer 358 m boven zeeniveau.

## Plaatsen in de nabije omgeving
De onderstaande figuur toont nabijgelegen plaatsen in een straal van 16 km rond Ronda.